# Ordobrevia nubifera
Ordobrevia nubifera is een keversoort uit de familie beekkevers (Elmidae). De wetenschappelijke naam van de soort werd in 1901 gepubliceerd door Henry Clinton Fall.